# Короваев, Иоанн Михайлович
Иоа́нн Миха́йлович Корова́ев (13 января 1868, Салтакъял, Вятская губерния — 23 февраля 1938, Кировская область) — член IV Государственной думы от Вятской губернии, протоиерей.

## Биография

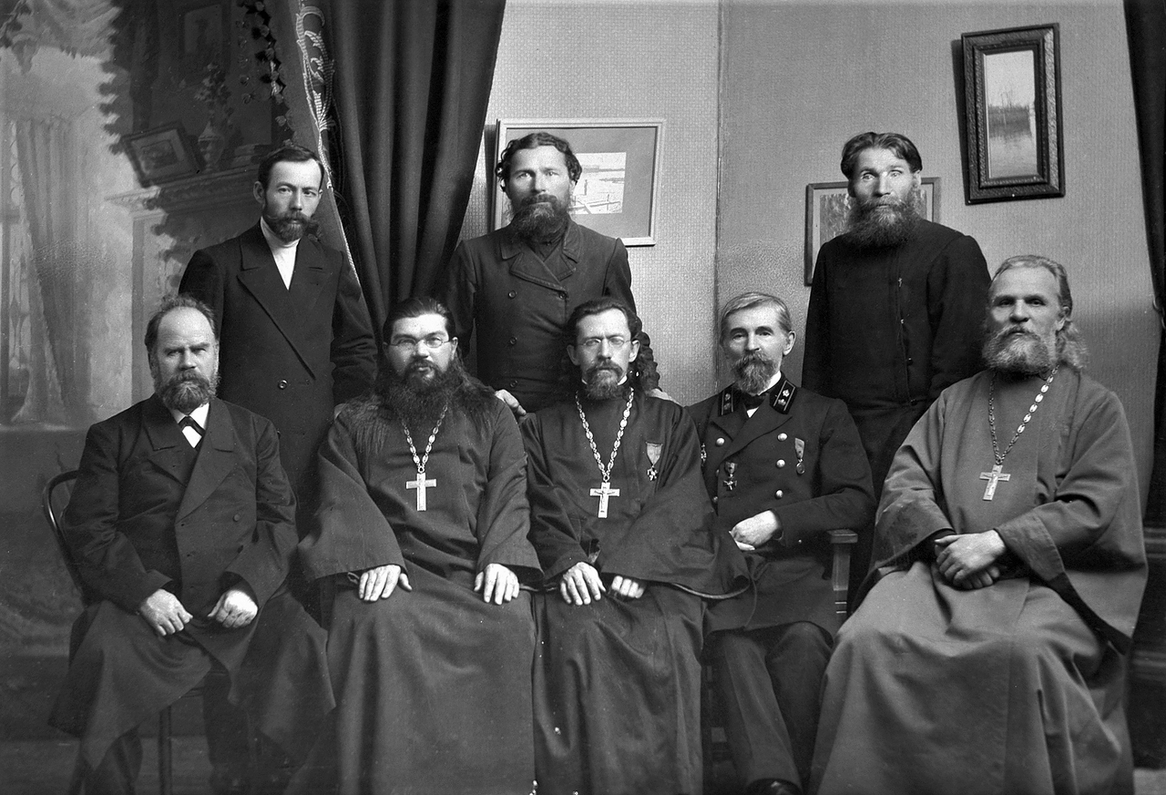
Депутаты IV Государственной Думы от Вятской губернии. Верхний ряд: С. А. Калинин, К. А. Тарасов, К. Е. Городилов; Нижний ряд: Н. П. Стародумов, И. М. Короваев, С. А. Попов, Н. В. Жилин, С. В. Сырнев

Родился в селе Салтакъял (ныне — в Куженерском районе Республики Марий Эл). Православный.
Окончил Вятскую духовную семинарию со званием студента (1890). По окончании семинарии три года состоял учителем и законоучителем в двух земских начальных училищах Уржумского уезда. В 1894 году был рукоположен в священники к Казанско-Богородицкой церкви села Салтак-Ял Уржумского уезда, где прослужил до 1897 года, когда был переведён в село Сернур того же уезда, откуда в 1907 году был определён сначала к Воскресенской церкви, a затем к Троицкому собору города Уржум. Был возведён в сан протоиерея. Затем состоял настоятелем Богоявленского собора города Малмыж (1908—1910) и настоятелем Троицкого собора Уржума (1910—1917). Имел 11 десятин церковной земли.
В 1899—1912 годах последовательно был благочинным 3-го и 1-го округов Уржумского уезда, 4-го округа Малмыжского уезда и городского благочиния города Уржума. Кроме того, состоял председателем Уржумского уездного отделения Вятского епархиального училищного совета, председателем Малмыжского уездного отделения Сарапульского Вознесенского братства, законоучителем Уржумской женской гимназии и реального училища, а также законоучителем Малмыжского четырёхклассного городского училища. Избирался депутатом от духовенства в земское собрание и городскую думу, директором тюремного комитета в Уржуме, а в 1908 и 1912 годах — председателем Вятских епархиальных съездов. Был членом Русского собрания (1913).
В 1912 году был избран членом Государственной думы от Вятской губернии. Входил во фракцию правых, с августа 1915 года — в группу прогрессивных националистов и Прогрессивный блок. Состоял членом комиссий: земельной, по местному самоуправлению, бюджетной, о народном здравии, по вероисповедным вопросам, по переселенческому делу и по делам православной церкви.
В дни Февральской революции был в Петрограде. В августе 1917 года назначен настоятелем Свято-Троицкого собора в Уржуме. В феврале 1920 года был арестован и приговорён к пяти годам лагерей «за уход с белыми и укрывательство от советской власти». Освободившись из Вятской тюрьмы в 1922 году, служил протоиереем Богословской церкви в Вятке.
В феврале 1938 года был арестован, обвинялся в «контрреволюционной деятельности». 15 февраля 1938 года постановлением особой тройки при УНКВД по Кировской области приговорён к ВМН по статье 58-10 УК РСФСР. Расстрелян 23 февраля того же года. Был женат, имел четверых детей.